# منتهي الصلاحية (مسلسل)
منتهي الصلاحية هو مسلسل تلفزيوني مصري عُرض في شهر رمضان عام 1446 هـ (15 مارس 2025)، من بطولة محمد فراج، ياسمين رئيس، هبة مجدي، تامر نبيل، حسن مالك، من تأليف محمد هشام عبية، ومن إخراج تامر نادي.

## قصة المسلسل
تدور أحداث المسلسل حول شخصية "صالح"، موظف بنك كان يعيش حياة مستقرة حتى تتعرض حياته لأزمة حادة؛ إذ يجد نفسه متهمًا بجرائم مالية تؤدي إلى سجنه. بعد خروجه من الزنزانة، تحطمت حياته المهنية والشخصية، حيث يخسر وظيفته وتنقطع علاقته بزوجته، فيما تظل علاقته بابنته الوحيدة غير مستقرة. وفي محاولة لإعادة بناء حياته، يلجأ "صالح" إلى عالم القمار الإلكتروني، وهو مسار يقوده إلى مواجهة مخاطر جديدة وتحديات اجتماعية خطيرة. يعكس المسلسل من خلال أحداثه التوترات الاجتماعية والآثار المدمرة لبعض الممارسات الرقمية المعاصرة.

## بطولة
- محمد فراج (صالح)
- ياسمين رئيس (منى)
- هبة مجدي (رانيا)
- محمود الليثي (فتحي)
- حسن مالك (شرقاوي)
- تامر نبيل (ماهر)
- دنيا ماهر (صفاء)
- محمد عبده (كابتن سمير)
- سامي مغاوري (والد صالح)
- جيسيكا حسام الدين (فرح)
- مصطفى عبد السلام (إبراهيم)
- مروان المسلماني
- ملك حسن
- عمرو القاضي
- مريم الجندي
- إنعام سالوسة (توحا (جدة منى))
- خالد سرحان (أيمن)